# 3439 Lebofsky
A 3439 Lebofsky (ideiglenes jelöléssel 1983 RL2) a Naprendszer kisbolygóövében található aszteroida. Edward L. G. Bowell fedezte fel 1983. szeptember 4-én.